# 익룡 1호

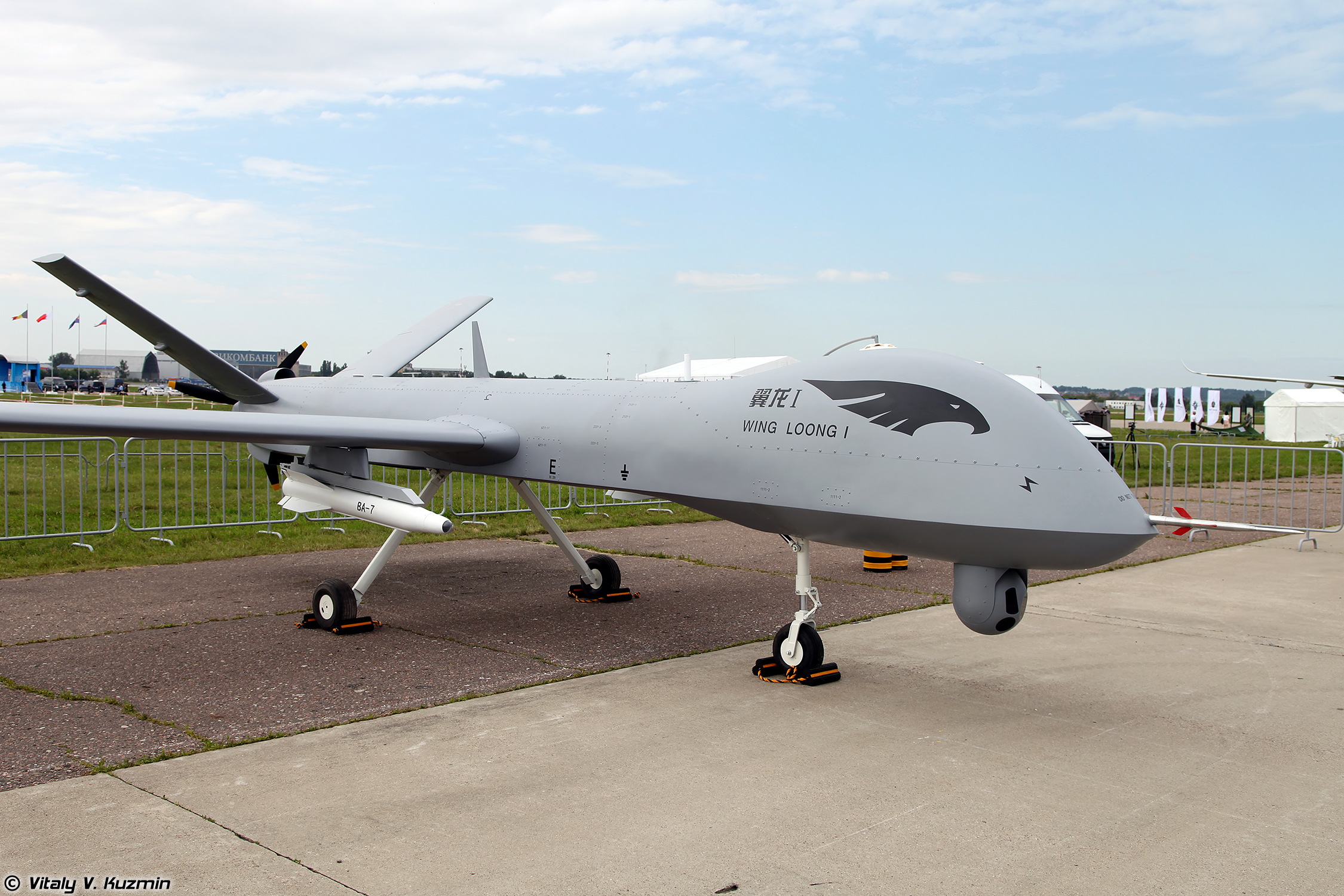
MAKS 2017에 전시된 윙룽 1호. BA-7 대전차 미사일 2발을 장착했다.

익룡 1호는 중국 청두사가 개발중인 중고도 무인 정찰기이다. 영어 공식 명칭은 "Wing Loong"이다. 중국판 프레데터 무인기에 해당한다. 무게가 동일하다.

## 역사
윙룽 무인기는 미국의 5톤 MQ-9 리퍼와 비슷하게 생겼는데, 무게는 1톤 MQ-1 프레데터와 같다. 리퍼가 대당 3천만 달러(360억원)인데, 윙룽은 대당 백만 달러(12억원)에 불과하다.
다양한 레이저 유도 폭탄, GPS 유도 폭탄, 레이저 유도 대전차 미사일을 장착할 수 있다.
윙룽 1호는 무게 1톤인데, 윙룽 2호는 무게 4.2톤으로 거의 리퍼와 비슷해졌다. 윙룽 1호는 대전차 미사일 2발을 장착했는데, 윙룽 2호는 12발이나 장착한다.

## 파생형
윙룽 2호중국군 실전배치 2018년. 대전차 미사일 12발 장착

## 사용국가
- 중국
- 이집트 - 2016년
- 인도네시아 - 2017년 계약
- 카자흐스탄 - 2016년 2대
- 나이지리아
- 파키스탄 - 2016년. 윙룽 2호 48대
- 사우디아라비아 - 2014년
- 세르비아 - 2018년. 윙룽 2호 16대
- 아랍에미리트 - 2011년
- 우즈베키스탄 - 2012년

## 제원 (윙룽 1호)
일반 특성
- 승무원: 무인기
- 길이: 9.05 m (29 ft 8 in)
- 날개폭: 14 m (45 ft 11 in)
- 높이: 2.77 m (9 ft 1 in)
- 임무중량: 1,100 kg (2,425 lb)
- 프로펠러: 3엽

성능
- 최고속도: 280 km/h (174 mph; 151 kn)
- 항속거리: 4,000 km (2,485 mi; 2,160 nmi)
- 비행지속시간: 20 시간
- 최대고도: 5,000 m (16,000 ft)

무장
폭탄과 미사일 1,000 kg (2,200 lb)
- 폭탄: FT-10, FT-9, FT-7, GB7, GB4
- 미사일: BRM1, AKD-10

항법장비
100 kg (220 lb) 센서

## 제원 (윙룽 2호)
일반 특성
- 승무원: 무인기
- 길이: 11 meter (36.1 foot)
- 날개폭: 20.5 meter (67 foot)
- 높이: 4.10 meter (13.5 foot)
- 최대이륙중량: 4,200 kilogram (9,259 pound)
- 프로펠러: 3엽

성능
- 최고속도: 230 mph (370 kph)
- 순항속도: 340 kph (184 KTAS)
- 비행지속시간: 20 시간
- 최대고도: 30,000 foot (9,144 meter)

무장
- 폭탄: FT-10, FT-9, FT-7, GB7, GB4
- 미사일: BRM1, AKD-10

항법장비
480 kilogram (1,058 pound) 센서

## 같이 보기
- TAI 안카 - 터키 TAI는 2010년 초도비행에 성공했다.
- EADS 탤러리온 - 터키 TAI는 2011년 고고도무인기(HALE)인 탤러리온 공동개발에 참여했다.
- IAI 헤론 - 이스라엘 IAI의 중고도무인기(MALE)
- MQ-1 프레데터 - 미국의 중고도무인기(MALE)
- KUS-9 - 한국이 개발중인 사단급 무인기
- 한국형 중고도 무인기 개발사업